# Holymoorside
Holymoorside är en by i Derbyshire i England. Byn är belägen 32,9 km 
från Derby. Orten har 1 425 invånare (2015).